# Ivan Krndelj
Ivan Krndelj (Blizanci, 3. studenoga 1888. – Dotraščina kraj Zagreba oko 14. srpnja 1941.) je bio hrvatski ljevičar i borac za radnička prava za vrijeme Kraljevine Jugoslavije. Bio je član KPJ od njena osnutka, poslije i u CK KPJ. Zastupao je interese radničkih slojeva Zagreba i oblasti. Smatra se "zlatnim perom" komunističkog novinarstva.

## Životopis
Rodio se u Blizancima 1888. godine. Bio je željeznički službenik u Čapljini i Sarajevu. Kao član Socijaldemokratske stranke BiH, a od 1919. i član KPJ, politički je djelovao među željezničkim radnicima u Bosni i Hercegovini. Nakon otpuštanja iz službe, 1922. dolazi u Zagrebu gdje se zaposlio kao činovnik, a izuzetno uspješno je radio i kao novinar.
1923. je nakon zabrane rada Komunističkoj partiji Jugoslavije, KPJ na izbore izašla preko svojih legalnih političkih krila. Među njima bila je Nezavisna radnička partija Jugoslavije. Ivan Krndelj je bio kandidat ove stranke u požeškom izbornom okrugu.
1927. je bio oblasni zastupnik kojeg je izabrala Republikanski savez radnika i seljaka, zapravo komunista u Zagrebu. Iste je godine bio tajnik Nezavisnih sindikata Zagreba. Na parlamentarnim izborima 1927. je predvodio Listu za gradsko zastupstvo. Protivio se uredbi o oblasnom proračunu od 1. travnja 1927., "jer se protivio svakom novom oporezivanju sirotinje". Kod Uredbe o zabrani umjetnog pobačaja od 4. travnja 1927., bio je protiv nje, "jer se pobačaj mora dozvoliti ako je žena socijalno ugrožena." Protivio se i Uredbi o otvaranju trgovačkih i obrtnih radnji nedjeljom (čiji je rad zabranjen odredbom velikog župana 1925. godine), tvrdeći da to "znači pogoršanje Zakona o zaštiti radnika koji određuje da radnje mogu biti otvorene nedjeljom samo u mjestima iznad 10 000 stanovnika, i to dva sata, a Uredba je tražila više."
Kako se više stranaka borilo za status boraca za radnička prava, bio je metom napada, pa ga je tako Socijalistička partija Jugoslavije napala da je "za mjesto u socijalnom odboru oblasne skupštine pristao uz Radića i za ostanak Zagreba u Zagrebačkoj oblasti". To je u svezi s njegovom hrvatskom integrističkom izjavom "da se sve hrvatske oblasti trebaju ujediniti
u jednu cjelinu na čelu sa Zagrebom" ("Crvena zastava" je 1927. doslovno pisala "Frankovačko stanovište komunističkih zastupnika"), a i to da je Krndelj usko surađivao s frankovcima i Antom Pavelićem (koji je poslije bio poglavnik NDH), posebice u odboru za zavičajnost gradskog zastupstva.
Krndeljevo je novinarsko pero znalo podbosti vlasti Kraljevine SHS. Pretpostavlja se da je zbog Krndeljevog članka 21. srpnja 1928. zaplijenjena cjelokupna naklada Organizovanog radnika kojem je bio stvarni urednik. U tekstu je napisao da "treba stvoriti jedinstven radnički, klasni i borbeni front kako bi radnici u zajedništvu sa siromašnim seljaštvom mogli izvojevati bolju i ljepšu budućnost sebi, svojoj djeci i cijelom radnom čovječanstvu."
Komunisti su 1930-ih pokušali djelovati i među hrvatskim iseljeništvom i radnicima. Okolnosti su bile povoljne za pridobivanje (velika gospodarska kriza), a za to im je jedini put bio poslužiti se naciolanim krilaticama. Tako su pokušali stvoriti Hrvatski nacionalno revolucionarni pokret, pokret koji je trebao okupiti nacionalne revolucionare među lijevo usmjerenima u bivšem HSS-u i one koje su bile bliske KPJ-u.
U tom je pravcu pokrenut u Švicarskoj mjesečnik Hrvatski put koji je izlazio u Baselu a kojemu je Ivan Krndelj bio jednan od urednika. Krndelj nije bio nepoznanica u hrvatskom inozemnom novinarstvu, jer je nešto ranije bio urednik pariškog Glasa iseljenika kojem je bio pokretač. Hrvatski put pod Krndeljevim uređnikovanjem objavljivao je sve do polovice 1930.-ih i tekstove koji su bili teškim riječima usmjereni protiv velikosrpskog hegemonističkog režima u kraljevini Jugoslaviji.
Branimir Jelić poslije je posvjedočio da je Krndelj pokušao uspostaviti dodire i suradnju s Antom Pavelićem i ljudima njegova okružja. Bilo je to 1929. godine. Suradnja se nije uspostavila, moguće i zbog nediplomatske Jelićeve izjave da "hrvatski nacionalisti ne računaju na komunističku pomoć, budući da se bore samo za narodno i državno oslobođenje Hrvatske, pa se neće vezati uz totalitarne pokrete."
Vladka Mačeka je kritizirao zbog "inercije i sterilnog pacifizma".
Nakon potpisivanja sporazuma Cvetković-Maček, uhitila ga je 27. ožujka 1941. Šubašić - Ivkovićeva policija i zatvorila u zatvor na Savskoj cesti, a poslije je bio prebačen u zatvor u logoru u Kerestincu. U logoru u Kerestincu on i Andrija Žaja bili su rukovoditelji komunistima. Prvi su dani bili u logoru podnošljivi, zbog neizvjesne međunarodne situacije. Zatvorenici su čak mogli pritiskati logorsku upravu da zatvorenici izbore svoju logorsku samoupravu: uspjeli su, i "ministar unutarnjih poslova" postao je Božidar Adžija, a ministar vanjskih poslova (za odnose s ustaškom upravom logora i stražom) postao je Ivan Krndelj. Također su bili u mogućnosti pritiskati logorsku upravu da puste zatvorenike na liječenje. Položaj se zatvorenicima pogoršao napadom Trećeg Reicha na SSSR, dojučerašnjeg Hitlerovog saveznika. Dotad je rodbina zatočenika mogla ih redovno posjećivati. Čak su se održavale prvosvibanjske proslave i svečane akademije, pjevale borbene pjesme (i Internacionala), a da ih nitko nije došao opomenuti. Prvi im je pritisak bio 25. svibnja, prije napada na SSSR, kad su ih ustaše upozorili da ne napadaju mladu hrvatsku državu, a osobito ne poglavnika.
8. srpnja Krndelj je izveden iz logora zajedno s Božidarom Adžijom, Ognjenom Pricom, Otokarom Keršovanijem, Ivom Kunom, Zvonimirom Richtmanom, Ivanom Korskym, Viktorom Rosenzweigom, Sigismundom Krausom i Simom Crnogorcem; poslije je vraćen, a umjesto njega odveden je Alfred Bergman (prema drugim svjedočenjima, umjesto Krndelja odveden je Rosenzweig). Kako se čini, ustaška je policija smatrala da je omjer odvedenih Hrvata, Srba i Židova u ovoj skupini za strijeljanje bio politički nezgodan, jer je Krndelj bio Hrvat i političar velikog ugleda u Zagrebu, a još više u rodnoj mu Hercegovini, pa su Krndelja vratili, a odveli Židova Rosenzweiga, pjesnika pod pseudonimom Vitomir Jovanović, poznatog komunistu, studenta sa zagrebačkog sveučilišta. 
10. srpnja 1941. ministarstvo unutarnjih poslova NDH oglasilo je da su ova desetorica strijeljani 9. srpnja kao talci, koje se uzelo zbog toga što je netko smaknuo ustaškog policajca Ljudevita Tiljka. U srpnju su, odmah nakon tog strijeljanja, komunisti pripremali oslobađanje kerestinečkih zatočenika ( 9. srpnja bilo je internirano 111 komunista i antifašista, od kojih su mnogi bili internirani još za vrijeme Banovine Hrvatske, kao posljedica jednostranačja uvedenog sporazumom Cvetković-Maček). Krndelj je pobjegao i kod ceste Zagreb - Karlovac kod Stupničke šume, kad se skupina bjegunaca razdvojila, pošao je s onom koju su ustaše opkolile i napale 14. srpnja. Krndelj je uspio preživjeti borbu i, za razliku od dijela skupine,  je zarobljen, a s njim još i Pavao Markovac, Ljudevit Kohn, Hugo Kohn, Aleksandar Turković i Ivan Kazić. Ustaše su ih potom odvele u Rakov Potok u oružničku postaju gdje su ih izmrcvarili i na smrt pretukli (neki izvori dodaju "i strijeljali ih"), jedino je preživio Ivan Kazić. Njegovo tijelo i tijela ostalih prevezeni su policijskim furgonom u zatvor ustaškog redarstva u Zagrebu u ulici Račkoga br. 9.

## Priznanja
Po njemu se zvala Željeznička tehnička škola u Sarajevu, ulica u naselju Hrasnom, kao i ulica u zagrebačkom naselju Knežija (danas ulica Davorina Bazjanca). Po njemu se i danas zove trg u Mostaru (Trg Ivana Krndelja gdje se nalaze željeznička i autobuska stanica).
O njemu je hrvatska znanstvenica Mira Kolar-Dimitrijević 1987. napisala nekoliko radova:
- Govor Ivana Krndelja o gradskom proračunu Zagreba za 1929. godinu, ČSP, Zagreb, 1973.
- Rad Ivana Krndelja u gradskom zastupstvu Zagreba od 1925. do 1928. godine, 1973.
- Djelatnost Ivana Krndelja u gradskom zastupstvu Zagreba od godine 1925. do 1928.”, Iz starog i novog Zagreba, 5, Zagreb 1974.
- Ivan Krndelj. Radnički tribun, Radničke novine, Zagreb 1988.